# Amer Mounib
Amer Mohamed Badii Mounib (en arabe : عامر محمد بديع منيب), plus connu sous le nom Amer Mounib, né le 2 septembre 1963 à Hay Eddoii, et mort le 26 novembre 2011, est un chanteur et acteur égyptien. Il a enregistré 11 albums.

## Discographie
- « Hob el Omr » en 2003,
- « Haich » en 2004,
- « Kol Sanya Fi Omri» en 2005
- « Hadhi Min Essama » en 2008.

## Filmographie
- Sahr El Ouyoun (2002);
- Kimou Wa Antimou;
- El Ghawas.
- Kamel el awsaf.